# Ulf Brunnberg
Hans Ulf Brunnberg (født 7. april 1947) er en svensk skuespiller, bedst kendt for rollen som Ragnar Vanheden i filmene om Jönssonligan, der er den svenske udgave af Olsen-banden. Brunnberg har desuden medvirket i tv-serier som Markurells i Wadköping, Bröderna Malm og Tre kronor. Han optrådte også i et enkelt afsnit af En by i provinsen.
I 2005 modtog Ulf Brunnberg en Guldbagge for bedste mandlige birolle i Fire nuancer af brun (2004), der er instrueret af Tomas Alfredson.

## Udvalgt filmografi
- Lejonsommar (1968)
- Het snö (1968)
- Markurells i Wadköping (tv-serie, 1968-1969)
- Smoke (1971)
- Bröderna Malm (tv-serie, 1972-1974)
- Hæmningsløst begær (1976)
- En by i provinsen (tv-serie, 1977)
- Jeg er med barn (1979)
- Barna från Blåsjöfjället (1980)
- Varning för Jönssonligan (1981)
- Sejled' op ad åen (1981)
- Jönssonligan & Dynamit-Harry (1982)
- Rosen (1984)
- Jönssonligan får guldfeber (1984)
- Jönssonligan dyker upp igen (1986)
- Venus 90 (1988)
- Jönssonligan på Mallorca (1989)
- Jönssonligan & den svarta diamanten (1992)
- Tre kronor (tv-serie, 1994-1995)
- Jönssonligans största kupp (1995)
- Jönssonligan spelar högt (2000)
- Fire nuancer af brun (2004)
- Labyrint (tv-serie, 2007-2008)
- Kong Curling (2011)
- Stackars djur (kortfilm, 2018)